# وینگ، با کینگهام‌شر
وینگ (به انگلیسی: Wing) یک روستا و محله مدنی در بریتانیا است که در Aylesbury Vale واقع شده‌است. وینگ ۲٬۷۴۵ نفر جمعیت دارد.